# Реканьи, Этторе
Этторе Реканьи (итал. Ettore Recagni; 6 ноября 1937, Лоди, Ломбардия — 2 ноября 2020, Рим) — итальянский футболист и тренер.

## Карьера
В качестве футболиста выступал на позиции полузащитника. Несколько сезонов Реканьи провел в Серии А, где он выступал за «Лацио» и «Мантову». В сезоне 1961/62 с тремя мячами стал одним из лучших бомбардиров Кубка Италии.
После завершении карьеры Реканьи стал тренером. Он входил в штаб «Ромы» и самостоятельно руководил командами из низших лиг. Несколько лет специалист был главным тренером женской сборной Италии, с которой в 1987 году выигрывал бронзовую медаль на Европейском конкурсе по футболу (Чемпионат Европы) в Норвегии.
Скончался 2 ноября 2020 года в Риме, немного не дожив до 82 лет.

## Достижения

### Футболиста
- Лучший бомбардир Кубка Италии: 1961/62.

### Тренера
- Бронзовый призер Чемпионата Европы среди женщин: 1987.